# Chemin de fer des Bermudes
Le chemin de fer des Bermudes, est une ligne de chemin de fer public longue de 34,9 km, (21,7 milles) qui a fonctionné aux Bermudes pendant une brève période (du 31 octobre 1931 au 1er mai 1948). Au cours de ses 17 années d'existence, le chemin de fer a fourni des services de transport de voyageurs et de marchandises sur la majeure partie de l'archipel, de Saint George's à l'est, à Somerset, dans la paroisse de Sandys, à l'ouest.
La construction et l'entretien se sont révélés extrêmement coûteux, car le chemin de fer des Bermudes a été construit le long d'une route côtière afin de réduire au minimum l'acquisition de terrains nécessaires à l'emprise. Pour ce faire, toutefois, de nombreux tréteaux et ponts étaient nécessaires. Plus de 10% de la ligne était surélevée sur 33 structures distinctes en bois ou en acier traversant l'océan. De plus, la proximité de l'océan faisait de la corrosion un problème important. Ceci, couplé avec l’introduction de voitures particulières sur l’île après la Seconde Guerre mondiale, finira par condamner la ligne.

## Histoire

### Construction
Le chemin de fer des Bermudes est une ligne à voie normale dont la construction a débuté en 1926, deux ans après que le gouvernement des Bermudes ait accordé une charte de 40 ans à la Bermuda Railway Company, mais ne fut achevée qu'en 1931. Le coût initial de la construction et de l’achat de matériel roulant s’élevait à environ 40 millions de dollars bermudiens (ajusté en fonction de l’inflation en dollars à partir de 2008), ce qui est colossal pour une ligne aussi courte offrant un potentiel de revenus limité. C'était l'une des lignes de chemin de fer les plus chères construites, à un coût par mille de 2 millions de dollars bermudiens.

### Fonctionnement et équipement
Le matériel roulant était composé de matériel roulant ferroviaire à essence construites par la société Drewry Car Co. en Angleterre de 1929 à 1931, y compris huit voitures automotrices à moteurs à essence de 120 cv. et six voitures de première classe. La nouvelle entreprise a également acquis quelques wagons de marchandises et, pendant la Seconde Guerre mondiale, deux locomotives diesel importées des États-Unis. Deux catégories d’hébergement passagers étaient proposées: première classe ou « Pullman », avec sièges individuels en osier, et classe standard, appelés « porte-toast s» en raison de leurs sièges de type walkover (c’est-à-dire que les dossiers peuvent être déplacés dans les deux sens de marche).
Un service passager régulier a été mis en place entre Hamilton et Somerset le 31 octobre 1931, de 6 heures à minuit, à intervalles de une à deux heures, selon l’heure de la journée [1]. Les opérations ont commencé entre Hamilton et St George le 19 décembre 1931. Les trains des Bermudes ont été largement utilisés dans les années 1930 par les navetteurs, les écoliers et les badauds, les voitures privées n'étant autorisées aux Bermudes qu'en 1946. Les touristes, en particulier, ont profité du trajet spectaculaire le long de l'océan et des collines couvertes de fleurs des Bermudes. Des excursions touristiques spéciales ont été organisées pour les passagers des navires de croisière.
À la suite de l'utilisation intensive du chemin de fer par les forces armées américaines et britanniques pendant la Seconde Guerre mondiale, en raison de l'afflux de personnel militaire et de la construction d'installations navales et aériennes aux Bermudes, la voie ferrée se détériora rapidement après la fin de la guerre. Il a été constaté que le grand nombre de supports en bois s'était considérablement détérioré [1]. Entre 1946 et 1947, le nombre de passagers a diminué de 50 % à cause du Rattle and Shake, du fait que les clients se sont tournés vers la voiture.
Le coût de la réhabilitation des infrastructures, associé à la baisse du nombre de passagers et à des déficits sans cesse croissants, a amené le gouvernement à conclure que le chemin de fer des Bermudes devait être abandonné au profit d'un service de bus. Après 17 ans d’exploitation, le dernier train a été mis en service le 1er mai 1948. Le matériel roulant a ensuite été expédié en Guyane britannique (aujourd'hui la Guyana), où il a fonctionné encore plusieurs années dans les années 1950.

## Patrimoine ferroviaire
En 1984, 18 miles (29 km) de l'emprise de l'ancienne ligne de chemin de fer ont été dédiés au Bermuda Railway Trail pour la randonnée et, sur certaines parties pavées, le cyclisme. Le département du tourisme des Bermudes publie une brochure décrivant les points forts du sentier, que le guide touristique de Frommer's appelle l'une de ses « expériences préférées des Bermudes », vantant ses « paysages marins panoramiques, sa flore et sa faune exotiques, et les sons apaisants des oiseaux de l'île ».
Un petit musée du chemin de fer des Bermudes opérait dans l'ancienne gare Aquarium, juste à l'est de Flatts Village. Le musée a fermé peu de temps avant le décès du propriétaire en 2011.
En 2015, The Railway Magazine a signalé que deux des anciens wagons de marchandises des Bermudes existaient toujours à Georgetown, en Guyana, ce qui a incité à réclamer leur restauration et leur future exposition aux Bermudes.